# پمپوانگ دوانجان
پمپوانگ دوانجان (به تایلندی: พุ่มพวง ดวงจันทร์)، که با نام مستعار پوئنگ (به تایلندی: ผึ้ง؛ به معنی "زنبور عسل") نیز شناخته می‌شود (۴ آگوست ۱۹۶۱ - ۱۳ ژوئن ۱۹۹۲)، یک ستاره بزرگ خواننده از تایلند بود¹. او نماد فرهنگ آهنگ‌های تایلند بود. او خواننده و بازیگری بود که لوک تونگ الکترونیک را پیشرو کرد¹.
زندگی و کار
پمپوانگ دوانجان در سال ۱۹۶۱ در هانکا، چاینات، تایلند متولد شد¹. او فقط دو سال آموزش ابتدایی داشت قبل از اینکه وضعیت خانواده‌اش او را مجبور به کار در مزارع به عنوان برشکار نیشکر کند¹. با اینکه ناتوان در خواندن و نوشتن بود، او در حفظ شعرها ماهر بود و در بسیاری از مسابقات خوانندگی محلی شرکت کرد¹. در سن ۱۵ سالگی، او به یک گروه موسیقی محلی معروف شد و از دهه ۱۹۷۰ به بعد شهرت او به سرعت افزایش یافت¹.
میراث
امروزه او برای شعرهایش یاد شده است که درباره فقر روستایی تایلند بود¹. او موسیقی لوک تونگ (موسیقی روستایی تایلند) را به یک فرم قابل رقص تبدیل کرد که به نام لوک تونگ الکترونیک شناخته می‌شود¹. با اینکه میلیون‌ها طرفدار او موسیقی او را دوست داشتند، کار موسیقی او توسط عاشقان، مدیران و تبلیغ‌کنندگان پمپوانگ دچار مشکل شد، که او را از درآمد خود محروم کرد، به حدی که او نتوانست درمان برای اختلال خونی که در نهایت باعث مرگ او در سن ۳۰ سالگی شد، بپردازد¹.
فیلم‌شناسی
- Nun (شی) (۱۹۸۴)
- Ms. Fresh Coconut Milk (ناز ساو کاتی سد) (۱۹۸۴)
- We're Sorry Love (خواهش می‌کنیم عشق) (۱۹۸۴)
- King Cobra Emerged (جونگ انگ پونگ ساد) (۱۹۸۴)
- Love Hoow She Is (تی راک تو یو نای) (۱۹۸۵)